# Didžiojo Lietuvos etmono Jonušo Radvilos mokomasis pulkas
Das  Didžiojo Lietuvos etmono Jonušo Radvilos mokomasis pulkas ist ein Ausbildungsregiment der Litauischen Streitkräfte. Es wurde am 1. Oktober 1998 gegründet. In der Anfangsphase wurde die Ausbildung der Instruktoren vor allem von den britischen, dänischen und niederländischen Streitkräften unterstützt. In erster Linie führt das Regiment die Grundausbildung aller litauischen Soldaten durch, aber auch die Ausbildung der Litauischen Militärpolizei gehören zu den Aufgaben des Regiments.